# 三笠コカ・コーラボトリング
三笠コカ・コーラボトリング（みかさコカ・コーラボトリング）は、コカ・コーラ商品を販売する会社（ボトラー）のうち、奈良県、滋賀県、和歌山県の近畿地方3県を担当していた会社である。
なお、京都府、大阪府、兵庫県は近畿コカ・コーラボトリング、三重県はコカ・コーラ セントラル ジャパンの管轄となる。また、三笠コカ・コーラボトリングのエリアである滋賀県と奈良県・和歌山県は互いに接しておらず、飛び地となっている。
かつては西武化学工業→朝日工業（末期は西武百貨店）が筆頭株主であるなど、セゾングループの一員であったが、2002年1月にコカ・コーラウエストジャパンの完全子会社となる。2006年7月1日、コカ・コーラウエストジャパンが近畿コカ・コーラ、三笠コカ・コーラの両社と包括的な経営統合を行い、コカ・コーラウエストジャパンが同名子会社を設立して持株会社となり、コカ・コーラウエストホールディングス（CCWH、本社・福岡県福岡市東区）に商号変更した。三笠コカ・コーラボトリングは、コカ・コーラウエストホールディングスの完全子会社になった。
2009年1月に、親会社のCCWHに吸収合併された。

## 沿革
- 1962年（昭和37年）12月 - 飲料の製造・販売を目的とし、三笠飲料株式会社を、東京都豊島区に設立。
- 1963年（昭和38年）3月 - コカ・コーラ及びファンタの販売を開始。工場が完成していなかったので製品を近隣のボトラーから調達。
- 1964年（昭和39年）
  - 2月 - 奈良県天理市に本社を移転し、商号を三笠コカ・コーラボトリング株式会社に変更。
  - 6月 - 本社敷地内に奈良工場完成。自社生産開始。
- 1968年（昭和43年）5月 - 滋賀工場完成。操業開始。
- 1971年（昭和46年）5月 - 和歌山工場完成。操業開始。
- 1974年（昭和49年）7月 - 和歌山工場に250ml缶製品製造ライン設置。
- 1977年（昭和52年）5月 - 奈良工場を閉鎖し、滋賀・和歌山の二工場に集約。
- 1978年（昭和53年）2月 - 滋賀工場にリットル壜製品製造ライン設置。
- 1982年（昭和57年）9月 - 和歌山工場にリアルゴールド等の小壜製品製造ライン設置。
- 1983年（昭和58年）3月 - 和歌山工場に300mlワンウェイボトル製品製造ライン設置。
- 1985年（昭和60年）10月 - 滋賀工場にジョージアコーヒー製造ライン設置。
- 1986年（昭和61年）3月 - 滋賀工場にPETボトル製品製造ライン設置。
- 1987年（昭和62年）4月 - 和歌山工場缶ラインを350ml缶製品製造に対応。
- 1988年（昭和63年）8月 - 大阪証券取引所市場第二部に株式を上場。
- 1989年（平成元年）9月 - 本社事務所を奈良市に移転。
- 1990年（平成2年）6月 - 和歌山工場にPETボトル製品製造ライン設置。
- 1992年（平成4年）6月 - 滋賀工場コーヒー・茶製造ラインを改造し生産能力を倍に。
- 1996年（平成8年）6月 - 本社事務所を天理市に移転。
- 1996年（平成8年）11月 - 和歌山工場の壜製品（PETボトル・ガラス壜製品）製造ラインを滋賀工場に集約統合。
- 2001年（平成13年）12月 - 和歌山工場を閉鎖。
- 2002年（平成14年）
  - 1月 - コカ・コーラウエストジャパン株式会社（CCWJ）が、西武百貨店の持ち株全株譲渡及びTOBにより360万株を取得し、完全子会社化。大阪証券取引所市場第二部上場廃止。この流れの中、元社員がインサイダー取引に関わった容疑で逮捕される。
  - 10月 - 近畿コカ・コーラボトリング株式会社（近畿CCBC）が、コカ・コーラウエストジャパンから34%の株式を取得。
- 2006年（平成18年）7月1日 - CCWJと近畿CCBCが経営統合。CCWJが、会社分割により（新）コカ・コーラウエストジャパン株式会社を設立し、コカ・コーラウエストホールディングス株式会社（CCWH）に商号変更。同時に、近畿CCBCが株式交換によりCCWHの完全子会社になる。このため、三笠コカ・コーラボトリング（三笠CCBC）も同社の完全子会社になる。
- 2009年（平成21年）1月1日 - CCWHが、CCWJ、近畿CCBC、三笠CCBCの3社を吸収合併し、コカ・コーラウエスト株式会社に商号変更。

## 工場
- 滋賀工場（MS→MSI→WSI）- 滋賀県愛知郡愛荘町愛知川1343
  - 晩年は主にPET製品とジョージア缶製品の製造を担当。コカ・コーラウエストプロダクツ滋賀工場を経て2009年に閉鎖、跡地はUCC滋賀工場。

- 奈良工場（廃止）- 奈良県天理市嘉幡町643
  - 本社敷地内に開設。1977年に滋賀・和歌山両工場にラインを集約し廃止、物流倉庫として活用。

- 和歌山工場（W→MWA、廃止）- 和歌山県紀の川市花野20
  - びん製品及び缶製品の製造を担当。1996年に壜製品（ガラス壜及びPETボトル）ラインを滋賀工場に集約統合、2001年に廃止、跡地は打田SCとして活用。

その後三笠エリアで販売されていた缶製品は近畿コカ・コーラボトリング京都工場（のちにコカ・コーラウエストプロダクツ京都工場）で生産された。
※工場名の後ろの英字は製造所固有記号

## 異物混入問題
三笠コカ・コーラボトリングの滋賀工場で製造された日本コカ・コーラ社が販売する炭酸飲料と清涼飲料水のペットボトル入り計6製品に、鉄の微粉末が微量に混入したことが判明。滋賀工場で2006年の3月26日から3月30日の間に製造された一部製品で、日本コカ・コーラ社は5月1日、自主回収をすると発表した。4月末に、滋賀工場で製造された日本コカ・コーラ社の飲料水を飲んだ顧客から「黒い粉が混ざっている」との指摘があり、調査の結果、滋賀工場の製造工程の糖度と炭酸ガス測定器の鉄製部品にヒビが入り、鉄粉が混入した可能性があることが明らかになった。異物が混入された製品は三笠コカ・コーラボトリングの管轄地域外（京都府・大阪府・兵庫県・長野県・北陸地方・東海3県）にも出荷された。
異物が混入された日本コカ・コーラ社製品（いずれもペットボトル）
- コカ・コーラ
- ダイエットコカ・コーラ
- アクエリアス
- ファンタ
- カナダドライ ジンジャーエール
- Qoo
- スプライト